# Aeroportul Regional Liberal Mid-America
Aeroportul Regional Liberal Mid-America (IATA: LBL, ICAO: KLBL, FAA LID: LBL) este un aeroport din Kansas, Statele Unite ale Americii ce deservește zona Liberal⁠(d). Aeroportul a fost tranzitat în 2019 de 21.486 de pasageri. A fost numit după zona deservită.
Situat la o altitudine de 879 m, aeroportul dispune de 2 piste.

## Infrastructură

### Piste
Aeroportul dispune de 2 piste. Pista 04/22 are suprafața de beton și dimensiunile 5.000 picioare × 75 picioare. Pista 17/35 are suprafața de beton și dimensiunile 7.105 picioare × 100 picioare. 